# Henry St. George Tucker
Henry St. George Tucker (Warsaw, 16 luglio 1874 – Richmond, 8 agosto 1959) è stato un vescovo anglicano statunitense.
È stato il 19º vescovo presidente della Chiesa episcopale degli Stati Uniti d'America. Nella prima parte della carriera ecclesiastica è stato, con l'anglicano Hugh James Foss, co-vescovo della Diocesi di Osaka. Divenne in seguito vescovo della Virginia e infine vescovo presidente della Chiesa episcopale degli Stati Uniti d'America, primo vescovo a ricoprire quella posizione a tempo pieno.

## Genealogia episcopale
La genealogia episcopale è:
- Papa Niccolò I
- Papa Formoso
- Vescovo San Plegmund
- Vescovo Althelm
- Vescovo Wulfhelm
- Vescovo Odo
- Vescovo San Dunstan
- Vescovo Sant'Aelphege
- Vescovo Elfric
- Vescovo Wulfstan
- Vescovo Ethelnoth
- Vescovo Eadsige
- Vescovo Stigand
- Vescovo Siward
- Vescovo Lanfranco di Canterbury
- Vescovo Thomas
- Vescovo Anselmo d'Aosta
- Vescovo Richard de Belmeis
- Vescovo William of Corbeuil
- Vescovo Henry of Blois
- Vescovo San Tommaso Becket
- Vescovo Roger of Gloucester
- Vescovo Peter de Leia
- Vescovo Gilbert Glanville
- Vescovo William of St. Mere L’eglise
- Vescovo Walter de Gray
- Vescovo Walter Kirkham
- Vescovo Henry
- Vescovo John of Halton
- Vescovo Roger Northborough
- Vescovo William Wyvil
- Arcivescovo Ralph Stratford
- Vescovo William Edendon
- Arcivescovo Simon Sudbury
- Vescovo Thomas Brentingham
- Vescovo Robert Braybrooke
- Arcivescovo Roger Walden
- Vescovo Henry Beaufort
- Arcivescovo Thomas Bourchier
- Arcivescovo John Morton
- Vescovo Richard Fitzjames
- Arcivescovo William Warham
- Vescovo John Langlands
- Arcivescovo Thomas Cranmer
- Vescovo William Barlow
- Arcivescovo Matthew Parker
- Arcivescovo John Whitgift
- Arcivescovo Richard Bancroft
- Arcivescovo George Abbot
- Arcivescovo George Montaigne
- Arcivescovo William Laud
- Vescovo Brian Duppa
- Arcivescovo Gilbert Sheldon
- Vescovo Henry Compton
- Arcivescovo William Sancroft
- Vescovo Jonathan Trelawney
- Arcivescovo John Potter
- Arcivescovo Thomas Herring
- Arcivescovo Frederick Cornwallis
- Arcivescovo John Moore
- Vescovo William White
- Vescovo Thomas Church Brownell
- Vescovo Horatio Potter
- Vescovo Abram Littlejohn
- Vescovo John McKim
- Vescovo Henry St. George Tucker